# Camarosporidiellaceae
Camarosporidiellaceae Wanas., Wijayaw., Crous & K.D. Hyde (krościak) – rodzina grzybów należąca do klasy Dothideomycetes.

## Systematyka
Pozycja w klasyfikacji według Index Fungorum: Pleosporales, Pleosporomycetidae, Dothideomycetes, Pezizomycotina, Ascomycota, Fungi.
Według CABI databases rodzina Camarosporidiellaceae to takson monotypowy z jednym tylko rodzajem Camarosporidiella Wanas., Wijayaw. & K.D. Hyde 2017. W 2024 r. Komisja ds. Polskiego Nazewnictwa Grzybów przy Polskim Towarzystwie Mykologicznym nadała mu polską nazwę krościak.
Niektóre gatunki:
- Camarosporidiella arborescentis (Phukhams., Bulgakov & K.D. Hyde) Phukhams., Wanas. & K.D. Hyde 2017
- Camarosporidiella caraganicola (Phukhams., Bulgakov & K.D. Hyde) Phukhams., Wanas. & K.D. Hyde 2017
- Camarosporidiella elongata (Fr.) Wanas., Wijayaw. & K.D. Hyde 2017 – krościak wydłużony
- Camarosporidiella laburni (Pers.) Wanas., Bulgakov, Camporesi & K.D. Hyde 2017
- Camarosporidiella mori Phutth., Bulgakov, Wanas. & K.D. Hyde 2019

Wykaz gatunków i nazwy naukowe według Index Fungorum. Nazwy polskie na podstawie rekomendacji Komisji ds. Polskiego Nazewnictwa Grzybów.